# エル・サロン・メヒコ
『エル・サロン・メヒコ』（西: El Salón México）は、アメリカ合衆国の作曲家アーロン・コープランドが作曲した単一楽章の管弦楽曲。

## 概要
当該楽曲は、メキシコの民謡を素材としている。メキシコシティにある同名のダンスホールの描写であり、副題に「メキシコシティで人気のダンスホール」（A Popular Type Dance Hall in Mexico City）とわざわざ掲げている。作曲は1932年に着手したが、1936年になって完成した。世界初演は1937年に、カルロス・チャベスの指揮により、メキシコ交響楽団が行なった。アメリカ初演は1938年であった。
コープランドは、1930年代初頭にメキシコを訪れているものの、現地で聞いた民謡によらずに、（少なくとも4曲は）入手した民謡の譜例によって本作を作曲した。しばしば「いくつかの部分から構成されている」と評されているが、はっきりした境目はなく、次々と旋律が切れ目なく織り重ねられてゆく。
コープランドは、後に本作を発展させて、1947年の映画音楽「フィエスタ」を作曲した。レナード・バーンスタインが本作をピアノ用に編曲している。

## 楽器編成
フルート2、ピッコロ、オーボエ2、コーラングレ*、E♭管クラリネット*、B♭管クラリネット2、バス・クラリネット*、ファゴット2、コントラファゴット*、ホルン4、トランペット3（第3奏者*）、トロンボーン3、チューバ、ティンパニ、打楽器（シロフォン、シンバル（合わせ、吊り）、ブラシ、ギロ、テンプル・ブロック（高・低）、ウッドブロック、大太鼓、小太鼓、プロヴァンス太鼓、ピアノ、弦五部
*は省略可

## 演奏時間
約10分